# 2. deild karla 1997
Mùa giải 1997 của 2. deild karla là mùa giải thứ 32 của giải bóng đá hạng ba ở Iceland.

## Bảng xếp hạng
| Vị thứ | Đội        | Số trận | Thắng | Hòa | Thua | Bàn thắng | Bàn thua | Hiệu số | Điểm | Ghi chú                  |
| ------ | ---------- | ------- | ----- | --- | ---- | --------- | -------- | ------- | ---- | ------------------------ |
| 1      | HK         | 18      | 13    | 2   | 3    | 51        | 29       | +22     | 41   | Thăng hạng 1. deild 1998 |
| 2      | KVA        | 18      | 12    | 3   | 3    | 52        | 30       | +22     | 39   | Thăng hạng 1. deild 1998 |
| 3      | Selfoss    | 18      | 12    | 3   | 3    | 45        | 31       | +14     | 39   |                          |
| 4      | Víðir      | 18      | 10    | 2   | 6    | 44        | 33       | +11     | 32   |                          |
| 5      | Leiknir R. | 18      | 7     | 6   | 5    | 42        | 25       | +17     | 27   |                          |
| 6      | Völsungur  | 18      | 8     | 2   | 8    | 38        | 37       | +1      | 26   |                          |
| 7      | Ægir       | 18      | 5     | 4   | 9    | 38        | 48       | -10     | 19   |                          |
| 8      | Fjölnir    | 18      | 4     | 2   | 12   | 31        | 58       | -27     | 14   |                          |
| 9      | Þróttur N. | 18      | 4     | 1   | 13   | 35        | 51       | -16     | 13   | Xuống hạng 3. deild 1998 |
| 10     | Sindri     | 18      | 2     | 1   | 15   | 30        | 64       | -34     | 7    | Xuống hạng 3. deild 1998 |

## Danh sách ghi bàn
| Cầu thủ                      | Số bàn thắng | Đội bóng  |
| ---------------------------- | ------------ | --------- |
| Sævar Þór Gíslason           | 19           | Selfoss   |
| Jón Þorgrímur Stefánsson     | 17           | HK        |
| Arngrímur Arnarson           | 16           | Völsungur |
| Steindór Elísson             | 16           | HK        |
| Kári Jónsson                 | 15           | KVA       |
| Hlynur Jóhannsson            | 14           | Víðir     |
| Sigurður Andrés Þorvarðarson | 10           | Selfoss   |